# Rhynchobunus arrogans
Rhynchobunus arrogans is een hooiwagen uit de familie Triaenonychidae.